# Webert Sicot
Webert Sicot (Port-au-Prince, Haití, 1930; † febrero de 1985) fue un saxofonista, compositor y director de orquesta haitiano.  Está reconocido como uno de los creadores del konpa dirèk.

## Biografía
Webert Sicot nació en Port-au-Prince, en 1930. Recibió sus primeros conocimientos musicales del profesor Augustin Bruno.  Hizo su debut profesional con el grupo Jazz Capois de Claudin Toussaint. Trabajó también con los grupos Jazz des Jeunes y la orquesta Saieh, en la segunda mitad de la década del cincuenta.  
Fue fundador junto a Nemours Jean-Baptiste del Conjunto Internacional y formó parte de la Orquesta Citadelle y la Casino Internacional Band. Con Jean Baptiste creó el konpa dirék, una variante del meríngue haitiano.  Fue un músico multinstrumentista y tocaba con fluidez trompeta, bajo, piano y batería , amén de saxofón.
Sicot falleció en febrero de 1985 y está considerado uno de los más influyentes directores de orquesta de la música popular en Haití.